# Das Mysterium der Tiere
Das Mysterium der Tiere – Was sie denken, was sie fühlen ist ein populärwissenschaftliches Sachbuch und Bestseller des Verhaltensbiologen Karsten Brensing, das 2017 im Aufbau Verlag erschien.
Brensing erläutert in seinem Buch prägnant überraschende Verhaltensweisen von Tieren, erklärt deren evolutionäre Hintergründe, setzt sie aber auch in Beziehung zu menschlichem Verhalten, indem er unter anderem den anthropologischen Begriff Kultur im Zusammenhang mit höher entwickelten Säugetieren wie Walen, Elefanten und Schimpansen diskutiert. Der Autor geht häufig auf den Entwurf und die Interpretation biologisch-experimenteller Versuchsanordnungen ein, die in der Vergangenheit nachweislich zu Fehlinterpretationen im Verhalten von Tieren geführt haben.

## Inhalt
Die Gliederung des Buches umfasst acht Kapitel, die in Unterkapitel – und diese gelegentlich noch weiter – unterteilt sind.

### Was mich umhaut ... (oder schlicht: Einleitung)
Brensing eröffnet die Einleitung mit den thematischen Höhepunkten des Buches, zeigt damit die große Vielfalt sehr menschenähnlichen Verhaltens bei Tieren auf und deutet damit an, dass der Unterschied zwischen den Verhaltensweisen bei Tier und Mensch geringer sein könnte als gemeinhin angenommen werde.

Als sein persönliches Aha-Erlebnis und als Hinweis darauf, dass die Planung und Interpretation von Versuchen zur Verhaltensforschung sehr sorgfältig vorgenommen werden müssen, führt er seine eigenen Untersuchungen bezüglich der Delfintherapie an: In der Pilotstudie stellte er durch visuelle Beobachtung zunächst fest, dass die Tiere vermeintlich die Nähe zum Menschen suchen; die darauf folgende statistische Analyse der Videoaufzeichnungen eines Jahres ergab aber das Gegenteil.

### Tierisch guter Sex

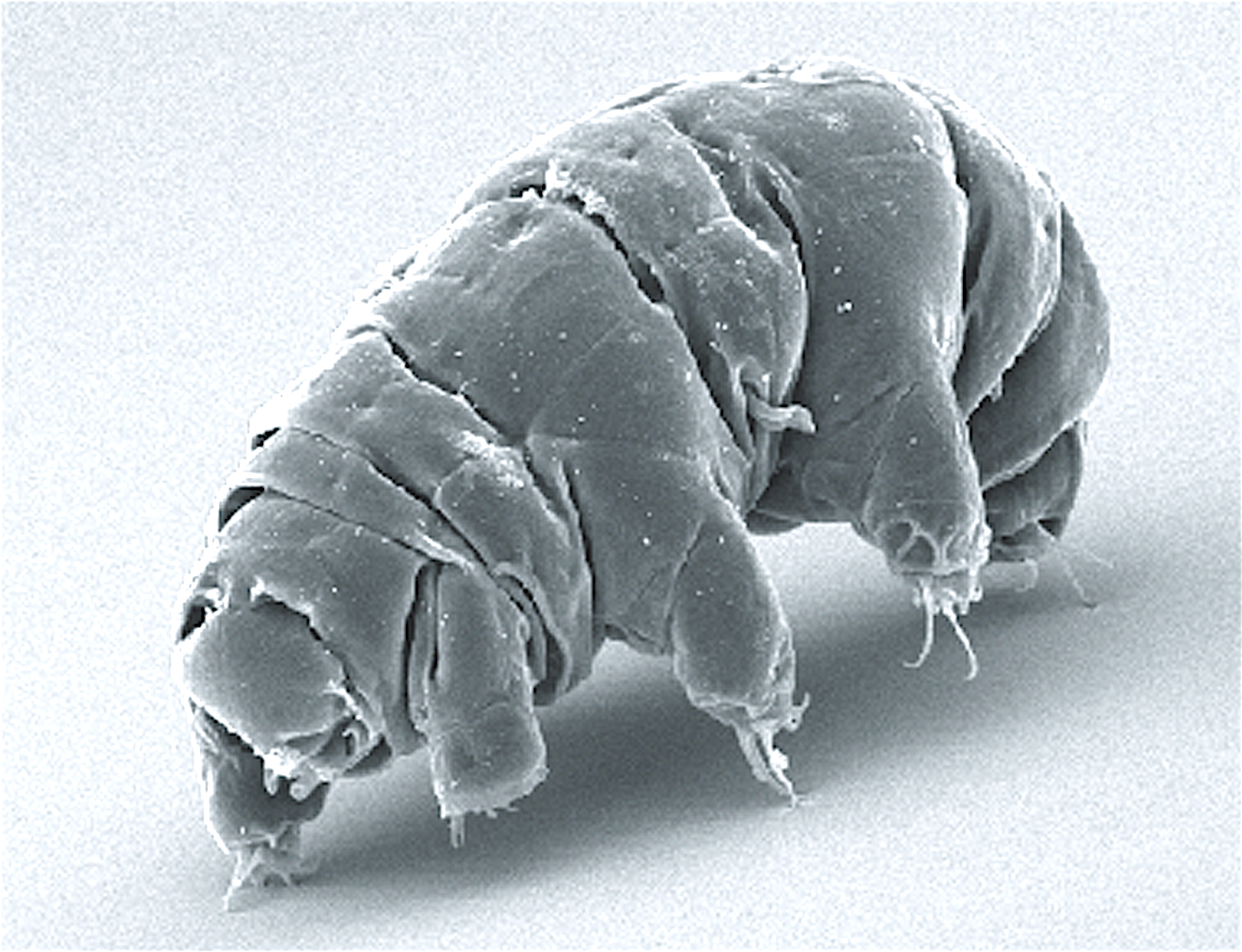
Bärtierchen

Nach einer kurzen Einführung über die Bedeutung der Sexualität in evolutionärer Hinsicht werden in sieben Unterkapiteln der „Aliensex“ von Bärtierchen, die Verwendung von „Sexspielzeug“ im Tierreich, „Vergewaltigungen“, „Gangbangs“, „BDSM“ und „Pheromon-Partys“ mit Beispielen ausgeführt und die Rolle der Hormone im Sexualleben der Tiere dargelegt.

### Unbekannte Kulturen
Im zweitlängsten Kapitel geht Brensing in sechs Unterkapiteln auf den Begriff „Kultur“ bei Tieren (animal culture) ein. Das soziale Lernen und das Weitergeben (die Tradition) von ansonsten ungewöhnlichen Verhaltensweisen resultiert in Kultur (oder „Basiskultur“, als Konglomerat mehrerer Traditionen), die in bestimmten Gruppen einer Art, nicht aber in anderen Gruppen derselben Art gefunden werden. Kultur innerhalb einer Spezies ist als sozial, also durch Imitation erlernten Verhaltens, abgegrenzt von genetisch vorgegeben und individuell durch Erfahrung erworbenen Verhaltensweisen.

Eine weitere Steigerung, die „kumulierte Kultur“ (unterteilt in „Modularkultur“: Werkzeuge werden mit Werkzeugen hergestellt; „Kompositkultur“: Kombination unterschiedlicher Objekte zu einer Werkzeugeinheit; „Kollektivkultur“: Kollektivhandlung durch unterschiedliche Einzelhandlungen verschiedener Gruppenmitglieder) findet man nur beim Menschen und wenigen anderen Arten. Brensing weist darauf hin, dass diese Definitionen auf den Werkzeuggebrauch bezogen sind und dass soziale oder emotionale Aspekte von (Tier)Kulturen retrospektiv nicht und aktuell schwierig zu erfassen sind.

Es folgen Beispiele von kulturellem Verhalten bei Tieren aus den Bereichen Kommunikation, Gestik und Körpersprache, Werkzeugherstellung und -gebrauch, Jagdverhalten, Nahrungspräferenzen, „Lifestyle“, Balzverhalten und Partnerwahl. Den Abschluss bilden Erörterungen darüber, welche Konsequenzen das Erkennen von Kultur bei Tieren im menschlichen Verhalten gegenüber Tieren haben könnte und sollte.

### Gemeinschaftssinn
Mit der Beschreibung von gemeinschaftsdienlichem Verhalten bei Myxobacterien führt Brensing die Unterkapitel über Spielverhalten, hierarchische Strukturen, Langzeitgedächtnis, strategisches und „moralisches“ Verhalten, Besitzverständnis (Endowment-Effekt), Empfindung von Trauer und „Totenkulte“ ein.

Das Spielverhalten von Tieren – Bewegungsspiele (locomotor play), Spielen mit Gegenständen (object play) und Gruppenspiele (social play) – wird erklärt und definiert, und es folgen Beispiele, wie Wirbeltiere, aber auch Wirbellose, in Umgebungen mit ausreichend Nahrung deutliches Spielverhalten zeigen (surplus resource theory).

Bei Gruppenspielen von Tieren in Sozialverbänden (studiert bei Hunden) wurden von dem Evolutionsbiologen Marc Bekoff Regeln erkannt, die (studiert bei jungen und adulten Gelbbauchmurmeltieren) wahrscheinlich zu einer stabilen Hierarchie ohne dramatische Rangkämpfe beitragen. Darauf folgt ein kurzer Ausflug in das Thema „Humor bei Primaten“ und „Ödipuskomplex bei Orcas“.

Am Beispiel von Tüpfelhyänen und Pavianen wird erläutert, wie Hierarchie „monarchisch“ von den Elternteilen an Jungtiere „vererbt“ wird – wobei es aber auch „demokratische“ Entscheidungen in sozial lebenden Tiergruppen gibt.

Nach den Definitionen von prozeduralem und episodischem Gedächtnis beim Menschen liefert Brensing Beispiele von Mäusen, Elefanten, Delfinen, Rabenvögeln und sogar Bienen, die nahelegen, dass auch Tiere „ein sehr einfaches episodisches Gedächtnis oder etwas Vergleichbares haben“. Die Erweiterung auf das Kennen und Erinnern des Verhaltens Einzelner in sozialen Verbänden spielt bei komplexen, dynamischen Gruppen – sogenannten Fission-Fusion-Gemeinschaften – eine Rolle und bringt evolutionäre Vorteile, was zu der Frage führt, ob Tiere in der Lage sind, faires (gerechtes, vielleicht sogar „moralisches“) Verhalten zu beurteilen. Brensing gibt Beispiele, in denen dies eindeutig der Fall ist, wobei es auf Arten mit ausgeprägtem Sozialleben beschränkt zu sein scheint.

Den Abschluss bilden Beispiele von „Krieg“ und Gruppentrauer (bis hin zum Totenkult) im Tierreich und der unterhaltsame wissenschaftliche Witz zur Mengenlehre bei den Rhinogradentia.

### Vom Denken
Vom Denken ist das längste Kapitel des Buches und hat fünf Unterkapitel. Brensing erläutert das Vier-Stufen-Modell der Französin Joëlle Proust zum Denken im weitesten Sinne
1. Stimulus-Antwort: Ein Organismus reagiert automatisch (reflexartig) auf einen äußeren Reiz.
2. Protorepräsentation: Ein Organismus überprüft einen Reiz durch eine zusätzliche Sinneswahrnehmung, ehe er reagiert.
3. Kategoriebildung: Ein Organismus ist in der Lage, mental Kategorien (Zuordnungen) anzulegen und diese während seiner Handlungen zu berücksichtigen.
4. Vollständige mentale Abstraktion: Ein Organismus ist in der Lage, Erlebtes abzurufen und in abstrakter oder strategischer Weise konkret zueinander in Beziehung zu setzen, ehe er eine Handlung einleitet.

Daran anschließend folgen ausführliche Beispiele (mit Beschreibung des Versuchsaufbaus), zu welch mentalen Abstraktionen höhere und selbst niedere Tiere in der Lage sein können.

### Gefühlsduselei
In vier Unterkapiteln wird die Thematik der hormonell (Dopamin, Endorphine, Oxytocin, Serotonin, Noradrenalin etc.) bedingten Emotionen bei Tieren abgehandelt.

Brensing geht auf die Experimente von James Olds (1922–1976) und Peter Milner ein, die das „positive Belohnungssystem“ bei Ratten untersuchten (was später zur Unterteilung in das Motivationssystem, das Genusssystem und das Lernsystem führte) dessen Wirkung meist unbewusst abläuft. Diese Zusammenhänge und Abfolgen, die beim Menschen die nachweislich bekannten, positiven Gefühle hervorrufen, konnten also im Tiermodell etabliert werden, was auf eine Parallelität von Emotionen bei Mensch und Tier schließen lässt. Selbst bei Fischen lassen sich in Bezug auf die Wirkung von Pharmazeutika Parallelen zu menschlichem Verhalten finden.

Den Abschluss bilden Betrachtungen zu Freude und Mitgefühl bei Tieren.

### Die Krone der Schöpfung
Im ersten von drei Unterkapiteln führt Brensing das besondere Alleinstellungsmerkmal für den Menschen aus, sich bewusst über normal übliches Verhalten hinwegzusetzen und sich einem bestimmten Gruppenverhalten (normative Konformität) unterzuordnen: „… ignorieren unsere eigenen Bedürfnisse, damit wir weiter mitspielen dürfen … vom Fussballfan über das Berufsleben bis zum Taliban“. Schon Kinder, die sich als Teil einer Gruppe wahrnehmen („Freunde“), zeigen – im Gegensatz zu Schimpansen und Orang-Utans – dieses Verhalten. In Gruppen, in denen sich die einzelnen Gruppenmitglieder nicht persönlich kennen, aber sich aufgrund ihrer Gruppenregeln (Philosophie, Doktrin, Religion, Weltsicht, …) vertrauen, können bedeutende Resultate erreicht werden, wohingegen eine einzelne Person auf sich allein gestellt kaum ihr eigenes Überleben sichern könnte.
Erneut wird auf die Rolle des Gehirns und die Psyche eingegangen und auf die Ähnlichkeiten bei Mensch und Tier hingewiesen und welche moralischen Konsequenzen dies im Bezug auf das menschliche Verhalten Tieren gegenüber haben könnte – und nach Meinung Brensings – haben sollte.
Im zweiten Unterkapitel erläutert Brensing Fehler, die bei der Verhaltensforschung vorkommen können – falsch konzipierte Experimente oder Fehlinterpretationen der Resultate. Er gibt dazu Beispiele aus der Literatur und aus eigener Erfahrung bei seiner Delfinforschung.
Das dritte Unterkapitel setzt sich kritisch mit dem menschlichen Verhalten bei Walfang und Whale Watching auseinander, wo in beiden Fällen das komplexe und „kulturelle“ Sozialverhalten dieser Säugetiere teilweise oder komplett ignoriert wird.

### Epilog

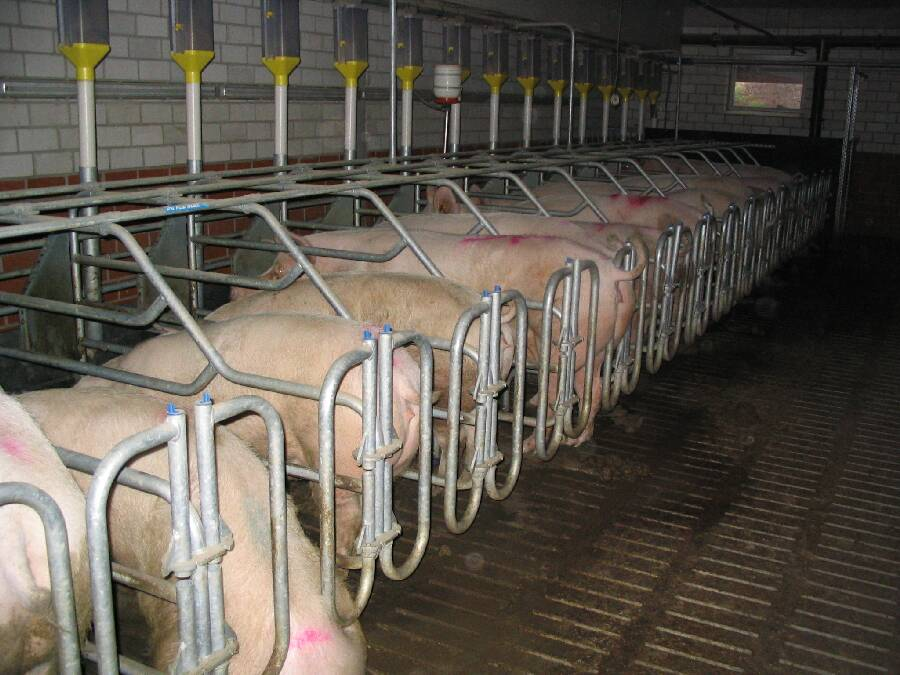
Hausschweine in Kastenständen mit Fütterungsautomatik

Den Epilog nutzt Brensing zur Kritik an der Tierfleischproduktion, indem er die im Buch beschriebenen Wahrnehmungs- und Verhaltensweisen – hier im Detail für Schweine aufsummiert – zu den Haltungsbedingungen dieser Tiere in Bezug setzt und erklärt, wie der Mensch diese widersprüchliche Situation aus menschlicher Denkweise heraus (Abwertung des Tiers) für sich vereinfacht und „löst“. Dem werden die Forderungen einiger Verhaltensbiologen, Tieren eigene Rechte („tierliche Person“) zuzusprechen, gegenübergestellt.

## Rezeption
Ab der 43. Woche 2017 war Das Mysterium der Tiere zehn Wochen in der Spiegel-Bestsellerliste (beste Position: Platz 9).
- Der österreichische Biologe, Verhaltensforscher und Autor Kurt Kotrschal lobt in seiner Rezension die positiven Aspekte – „Sein Text vermittelt Begeisterung über die Vielfalt des Lebens.“ „Schön und stimmig folgen dann aber die Kapitel zu Kulturfähigkeit, Sozialleben und den geistigen Leistungen der Tiere.“ „Zu den Stärken des Buches zählen auch die Fülle und Breite des Inhalts, die allerdings zu Lasten der Tiefe geht.“ „Der Reichtum des konsequent an Hand von Beispielen vermittelten Inhalts verführt dennoch zum Lesen.“ – und kritisiert vornehmlich Stil und Oberflächlichkeit: „Störend dagegen die wohl im Buhlen um die Aufmerksamkeit einer breiten Leserschaft gewählte fetzig-umgangssprachliche, ungenaue und allzu vermenschlichende Ausdrucksweise.“ „Auch beim wichtigen Thema der „Forschungsfehler“ stört wie vielerorts im Buch eine allzu große Oberflächlichkeit.“ „Als Wissenschaftler empfinde ich den Titel des Buchs Mysterium der Tiere als eher unpassend, geht es doch um die Naturwissenschaft des Verhaltens. Aber das ist wohl eher dem Verlag, als dem Autor anzulasten.“

Das Résumé fällt positiv aus: „Dies ist ein sachlich richtiges und in seiner Reichhaltigkeit unterhaltsames Buch. Ich wünsche diesem Buch auch deswegen eine weite Verbreitung, weil unser eigenes zukünftiges Überleben mehr Respekt vor den anderen Lebewesen voraussetzt. Karsten Brensing liefert einen wichtigen Beitrag zum Umdenken.“
- Die deutsche Wolfsexpertin und Bestsellerautorin Elli H. Radinger schreibt in ihrer Rezension: „Das Buch ist eine gelungene Mischung aus Wissenschaft und Unterhaltung. Es geht um komplexe Sozialverhalten, Kommunikation, Emotionen und Empathie, um Moral und Ethik, alles Werte, die wir früher ausschließlich Menschen zugeschrieben haben. Brensing belehrt uns eines Besseren, wobei er niemals den moralischen Zeigefinger erhebt. Vielmehr überzeugt er mit seinen Geschichten auf verständliche und humorvolle Weise von der Ähnlichkeit des Menschen mit den Tieren. Dabei legt er als Meeresbiologe zwangsläufig den Schwerpunkt seiner Untersuchungen auf das Verhalten dieser Tierarten. Manche romantischen Illusionen des Lesers werden durch wissenschaftliche Erklärungen in die Realität zurückgeholt.“[10]
- Der Biologe und Autor Fabian Ritter schreibt: „Fachlich fundiert und gleichzeitig humorvoll. Brensing gelingt es, einen sehr guten Überblick über das Denken bei Tieren zu entwerfen, und er verwendet dabei eine wirklich beeindruckende Vielzahl von Quellen. Stets wissenschaftlich fundiert, und gleichzeitig mit viel Humor und mit einem sehr persönlichen Stil, ist das Buch eine tolle Lektüre für alle an diesem Thema interessierten. Brensing scheut nicht, ungewöhnliche Fragen zu stellen und vor allem, Antworten bzw. Interpretationen zu liefern, die sich manch anderer Biologie nicht trauen würde. Dass Brensing in dieser Weise Grenzen überschreitet und weiter denkt als viele andere seiner Zunft, macht das Buch besonders wertvoll.“[11]

Seit 2018 gibt es neben der deutschen Fassung (gebundene Ausgabe, E-Book, Hörbuch) auch eine polnische Edition.